# Nils Täpp
Nils Bertil Täpp (Malung, 27 oktober 1917 - Malung, 23 oktober 2000) was een Zweeds langlaufer. 

## Carrière
Täpp won tijdens de spelen van 1948 de gouden medaille op de estafette. Twee jaar later won Täpp de wereldtitel op de estafette. Tijdens de spelen van 1952 won Täpp met de Zweedse ploeg de bronzen medaille.

## Belangrijkste resultaten

### Olympische Winterspelen
| Editie | Plaats       | Resultaten           |
| ------ | ------------ | -------------------- |
| 1948   | Sankt Moritz | 7e 18 km · estafette |
| 1952   | Oslo         | estafette            |

### Wereldkampioenschappen langlaufen
| Jaar | Plaats       | Resultaten           |
| ---- | ------------ | -------------------- |
| 1948 | Sankt Moritz | 7e 18 km · estafette |
| 1950 | Lake Placid  | estafette            |
| 1952 | Oslo         | estafette            |